# Eleccions generals espanyoles de 2000
Les eleccions generals espanyoles se celebraren el 12 de març de l'any 2000. El Partit Popular va guanyar per majoria absoluta gràcies a les davallades del PSOE i d'Izquierda Unida, i el seu candidat José María Aznar fou elegit president del govern.

## Votació d'investidura
El dimecres 26 d'abril del 2000 José María Aznar va ser investit President del Govern per segona vegada, gràcies a la majoria absoluta del seu partit. També van donar suport a Aznar els seus socis de la legislatura anterior, CiU i Coalició Canària. Fins avui, aquesta ha estat l'única votació d'investidura reeixida en què els 350 diputats electes van votar sí o no, sense que es produïssin abstencions o absències.

## Resultats
| ← Eleccions generals espanyoles, 2000 →           |            |       |        |      |
| Partido                                           | Vots       | %     | Escons | Dif. |
| Partit Popular (PP)                               | 10.321.178 | 44,52 | 183    | +27  |
| Partit Socialista Obrer Espanyol (PSOE)           | 7.918.752  | 34,16 | 125    | -16  |
| Izquierda Unida (IU)                              | 1.263.043  | 5,45  | 8      | -13  |
| Convergència i Unió (CiU)                         | 970.421    | 4,19  | 15     | -1   |
| Partit Nacionalista Basc (EAJ/PNV)                | 353.953    | 1,53  | 7      | +2   |
| Bloc Nacionalista Gallec (BNG)                    | 306.268    | 1,32  | 3      | +1   |
| Coalició Canària (CC)                             | 248.261    | 1,07  | 4      | =    |
| Partit Andalusista (PA)                           | 206.255    | 0,89  | 1      | +1   |
| Esquerra Republicana de Catalunya (ERC)           | 194.715    | 0,84  | 1      | =    |
| Iniciativa per Catalunya Verds (ICV)              | 119.290    | 0,51  | 1      | +1   |
| Eusko Alkartasuna (EA)                            | 100.742    | 0,43  | 1      | =    |
| Chunta Aragonesista (CHA)                         | 75.356     | 0,33  | 1      | +1   |
| Grupo Independiente Liberal (GIL)                 | 72.162     | 0,31  |        |      |
| Los Verdes (LV)                                   | 70.906     | 0,31  |        |      |
| Bloc Nacionalista Valencià (BNV)                  | 58.551     | 0,25  |        |      |
| Unió Valenciana (UV)                              | 57.830     | 0,25  |        | -1   |
| Unió del Poble Lleonès (UPL)                      | 41.690     | 0,18  |        |      |
| Partit Aragonès (PAR)                             | 38.883     | 0,16  |        |      |
| Unión Centrista-CDS                               | 23.576     | 0,10  |        |      |
| PSM-Entesa Nacionalista                           | 23.482     | 0,10  |        |      |
| Los Verdes Ecopacifistas (LVE)                    | 22.220     | 0,10  |        |      |
| Los Verdes-Comunidad de Madrid (LV-CM)            | 21.087     | 0,09  |        |      |
| Los Verdes-Grupo Verde (LV-GV)                    | 20.618     | 0,09  |        |      |
| Partit Humanista (PH)                             | 19.683     | 0,08  |        |      |
| Tierra Comunera-Partido Nacionalista Castellano   | 18.290     | 0,08  |        |      |
| Partit de la Llei Natural                         | 17.732     | 0,07  |        |      |
| La Falange (FE)                                   | 14.431     | 0,06  |        |      |
| Unió Renovadora Asturiana (URAS)                  | 13.360     | 0,06  |        |      |
| Partit Comunista dels Pobles d'Espanya (PCPE)     | 12.898     | 0,06  |        |      |
| Partit Obrer Socialista Internacionalista (POSI)  | 12.208     | 0,05  |        |      |
| Els Verds-Alternativa Verda                       | 11.579     | 0,05  |        |      |
| Partit d'Independents de Lanzarote (PIL)          | 10.323     | 0,04  |        |      |
| Plataforma España 2000                            | 9.562      | 0,04  |        |      |
| Partido Demócrata Español (PADE)                  | 9.136      | 0,04  |        |      |
| Convergència de Demòcrates de Navarra (CDN)       | 8.646      | 0,04  |        |      |
| Unió Mallorquina-Independents de Menorca          | 8.372      | 0,04  |        |      |
| Izquierda Andaluza                                | 8.175      | 0,04  |        |      |
| FEI-Falange 2000                                  | 6.626      | 0,03  |        |      |
| Partido Riojano                                   | 6.155      | 0,03  |        |      |
| Partit Asturianista (PAS)                         | 5.876      | 0,03  |        |      |
| Unidad Regionalista de Castilla-León (URCL)       | 5.683      | 0,02  |        |      |
| Extremadura Unida                                 | 4.771      | 0,02  |        |      |
| Estat Català                                      | 3.356      | 0,01  |        |      |
| Nación Andaluza                                   | 3.262      | 0,01  |        |      |
| Asamblea de Andalucía                             | 2.727      | 0,01  |        |      |
| Coalició Gallega (CG)                             | 2.361      | 0,01  |        |      |
| Frente Popular Galega (FPG)                       | 2.252      | 0,01  |        |      |
| Conceju Nacionaliegu Cántabru                     | 2.103      | 0,01  |        |      |
| Andecha Astur                                     | 2.036      | 0,01  |        |      |
| Izquierda Republicana-Partit Republicà d'Esquerra | 1.541      | 0,01  |        |      |
| Partit Nacionalista Caló                          | 1.331      | 0,01  |        |      |
| Partit del Bierzo                                 | 1.191      | 0,01  |        |      |
| Bloque de la Izquierda Asturiana                  | 1.085      | 0,0   |        |      |
| Esquerra Nacionalista Valenciana                  | 920        | 0,0   |        |      |
| Estado Nacional Europeo                           | 720        | 0,0   |        |      |

## Dades
Dades electorals al conjunt de l'estatː
- Cens electoral: 33.969.640
- Votants: 68,71%
- Abstenció: 31,29%
- Vots vàlids: 99,32%
- Vots nuls: 0,68%
- Vots a candidatures: 98,42%
- Vots blancs: 1,58%

## Diputats

### Catalunya

#### Barcelona
- Narcís Serra i Serra (PSC-PSOE)
- Josep Borrell i Fontelles (PSC-PSOE)
- Teresa Costa i Campí (PSC-PSOE)
- Raimon Martínez i Fraile (PSC-PSOE)
- Joan Marcet i Morera (PSC-PSOE)
- Francesca Martín i Vigil (PSC-PSOE)
- Salvador Clotas i Cierco (PSC-PSOE)
- Isabel López i Chamosa (PSC-PSOE)
- Joan Oliart i Pons (PSC-PSOE)
- Carme Chacón i Piqueras (PSC-PSOE)
- Germà Bel i Queralt (PSC-PSOE)
- Jordi Marsal i Muntalà (PSC-PSOE)
- Xavier Trías i Vidal de Llobatera (CiU)
- Heribert Padrol i Munté (CiU)
- Mercè Pigem i Palmés (CiU)
- Josep Sánchez i Llibre (CiU)
- Jordi Jané i Guasch (CiU)
- Carles Campuzano i Canadès (CiU)
- Ignasi Guardans i Cambó (CiU)
- Manuel Josep Silva i Sànchez (CiU)
- Jordi Martí i Galbis (CiU)
- Josep Piqué i Camps (Partit Popular)
- Jorge Fernández Díaz (Partit Popular)
- Berta Rodríguez Callao (Partit Popular)
- Guillermo Gortázar Echevarría (Partit Popular)
- Sergio Gómez-Alba Ruiz (Partit Popular)
- Salvador Sanz Palacio (Partit Popular)
- Reyes Montseny Masip (Partit Popular)
- Gloria Martín Vivas (Partit Popular)
- Joan Saura i Laporta (Iniciativa per Catalunya Verds)
- Joan Puigcercós i Boixassa (ERC)

#### Girona
- Josep López de Lerma i López (CiU)
- Zoila Riera i Ben (CiU)
- Jordi de Juan i Casadevall (Partit Popular)
- Lluís Maria de Puig i Olivé (PSC-PSOE)
- Montserrat Palma i Muñoz (PSC-PSOE)

#### Lleida
- Pere Grau i Buldú (CiU)
- Ramon Companys i Sanfeliu (CiU)
- Teresa Cunillera i Mestres (PSC-PSOE)
- Josep Ignasi Llorens i Torres (Partit Popular)

#### Tarragona
- Francesc Xavier Sabaté i Ibarz (PSC-PSOE)
- Maria del Carme Miralles i Guasch (PSC-PSOE)
- Salvador Sedó i Marsal (CiU)
- Josep Maldonado i Gili (CiU)
- Francesc Ricomà de Castellarnau (Partit Popular)
- Joan Bertomeu i Bertomeu (Partit Popular)

### Comunitat Valenciana

#### Alacant
- Federico Trillo-Figueroa Martínez-Conde (Partit Popular)
- Enriqueta Seller Roca de Togores (Partit Popular)
- Leire Pajín Iraola (PSPV-PSOE)
- Isabel Díaz de la Lastra Barbadillo (Partit Popular)
- Miguel Antonio Campoy Suárez (Partit Popular)
- Justo González Serna (PSPV-PSOE)
- Amparo Ferrando Sendra (Partit Popular)
- Francisco Vicente Murcia Barceló (Partit Popular)
- Iñigo Herrera Martínez de Campos (Partit Popular)
- Juana Serna Masiá (PSPV-PSOE)
- Clemencia Torrado Rey (PSPV-PSOE)

#### Castelló de la Plana
- Fernando Villalonga Campos (Partit Popular)
- Juan Costa Climent (Partit Popular)
- Juan José Ortiz Pérez (Partit Popular)
- Mario Edo Gil (PSPV-PSOE)
- Jordi Sevilla Segura (PSPV-PSOE)

#### València
Sumari del 12 de març de 2008, Resultats de les eleccions del Congrés dels Diputats en València
| Partits                                   | Vots      | %     | Escons | Diputats |
| ----------------------------------------- | --------- | ----- | ------ | --- |
| Partit Popular (PP)                       | 677.860   | 50,47 | 9      | Francesc Camps i Ortiz (Substituït per Inmaculada Martínez Cervera des del 8 d'abril de 2002), José María Michavila Núñez (Substituït per María Asunción Oltra Torres des del 19 de maig del 2000), Carmen Martorell Pallás (Substituïda per José Luis Juan Sanz des del 16 de maig del 2000), Ignacio Gil Lázaro, Gerardo Camps Devesa (Substituït per Miguel Ramon Albiach Chisbert des del 19 de maig de 2000), Vicente Antonio Martínez-Pujalte López, Susana Camarero Benítez, Guillermo María Martínez Casañ, Joaquín Calomarde Gramage. |
| Partit Socialista Obrer Espanyol (PSPV)   | 446.333   | 33,23 | 6      | Ciprià Císcar Casaban, Carmen Alborch Bataller, Ricard Pérez Casado, Rosa Maria Peris Cervera, Francesc Joaquim Romeu i Martí, Joan Ignasi Pla i Durà (Substituït per Margarita Pin Arboledas des del 2 de juny del 2003). |
| Esquerra Unida del País Valencià (EUPV)   | 87.633    | 6,52  | 1      | Presentación Urán González |
| Unió Valenciana (UV)                      | 51.927    | 3,87  | 0      | |
| Bloc Nacionalista Valencia-Esquerra Verda | 39.520    | 2,94  | 0      | |
| Altres                                    | 23.641    | 1,80  | 0      | |
| Total                                     | 1.351.219 | 72,1  | 16     | |

### Illes Balears
- Albert Moragues Gomila (PSIB-PSOE)
- María Luisa Cava de Llano y Carrió (Partit Popular)
- Teresa Riera Madurell (PSIB-PSOE)
- Joan Salord Torrent (Partit Popular)
- Miguel Ángel Martín Soledad (Partit Popular)
- Antonia Febrer Santandreu (Partit Popular)
- María Rosa Estarás Ferragut (Partit Popular)

## Senadors

### Astúries
- Javier Sopeña Velasco (Partit Popular)
- José Antonio Alonso García (PSOE)
- Isidro Manuel Martínez Oblanca (Partit Popular)
- Juan Manuel Campos Ansó (PSOE)

### Catalunya

#### Barcelona
- Mercè Aroz i Ibáñez (Entesa Catalana de Progrés)
- Isidre Molas i Batllori (Entesa Catalana de Progrés)
- Jordi Solé Tura (Entesa Catalana de Progrés)
- Sixte Cambra i Sànchez (CiU)

#### Girona
- Arseni Gibert i Bosch (Entesa Catalana de Progrés)
- Salvador Capdevila i Bas (CiU)
- Salvador Servià i Costa (CiU)
- Jordi Xuclà i Costa (CiU)

#### Lleida
- Joan Ganyet i Solé (Entesa Catalana de Progrés)
  - substituït per Josep Maria Batlle i Farran
- Francesc Xavier Marimon i Sabaté (CiU)
- Josep Varela i Serra (CiU)
- Jaume Cardona i Vila (CiU)
  - substituït per Carles Enric Florensa i Tomàs

#### Tarragona
- Vicent Beguer i Oliveres (CiU)
- Marta Cid i Pañella (Entesa Catalana de Progrés)
  - substituïda per Josep Andreu i Domingo
- Ramon Aleu i Jornet (Entesa Catalana de Progrés)
- Joan Sabaté i Borràs (Entesa Catalana de Progrés)
  - substituït per Francesc Subirats i Rosiñol

### Comunitat Valenciana

#### Alacant
- Angel Antonio Franco Gutiez (PSPV-PSOE)
  - substituït per Fernando Ruiz García
- Miriam Blasco Soto (Partit Popular)
- María Inmaculada de España Moya (Partit Popular)
- Miguel Barceló Pérez (Partit Popular)

#### Castelló
- Francisco Arnau Navarro (PSPV-PSOE)
- Gabriel Elorriaga Fernández (Partit Popular)
- José María Escuín Monfort (Partit Popular)
  - subsittuït per Carlos Daniel Murria Climent
- María del Carmen Pardo Raga (Partit Popular)

#### València
- María José Mora Devis (Partit Popular)
- Segundo Bru Parra (PSPV-PSOE)
- Pedro Agramunt Font de Mora (Partit Popular)
- Esteban González Pons (Partit Popular)
  - substituït per Mª Ángeles Crespo Martínez

### Illes Balears

#### Mallorca
- Eduardo Gamero Mir (Partit Popular)
  - substituït per Bartolomé Seguí Prat
- Ramon Antoni Socias Puig (PSIB-PSOE)
- José Manuel Ruiz Rivero (Partit Popular)

#### Menorca
- José Seguí Díaz (Partit Popular)

#### Eivissa-Formentera
- Enric Fajarnés Ribas (Partit Popular)

### Euskadi

#### Àlaba
- José Manuel Barquero Vázquez (Partit Popular)
- Eugenia Martín Mendizábal (Partit Popular)
- Manuel María Uriarte Zulueta (Partit Popular)
- Francisco Javier Rojo García (PSE-PSOE)

#### Biscaia
- Joseba Andoni Aurrekoetxea Bergara (EAJ-PNB)
- Pilar Aresti Victoria de Lecea (Partit Popular)
- Inmaculada Loroño Ormaetxea (EAJ-PNB)
- Ricardo Gatzagaetxebarría Bastida (EAJ-PNB)

#### Gipúscoa
- José Ignacio Liceaga Sagarzazu (EAJ-PNB)
  - substituït per Jokin Bildarratz Sorron
- Xabier Albistur Marín (EAJ-PNB)
- Elena Etxegoyen Gaztelumendi (EAJ-PNB)
- Gonzalo Quiroga Churruca (Partit Popular)

### Galícia

#### La Corunya
- Francisco José Vázquez Vázquez (PSOE)
- Miguel Ramón Pampín Rúa (Partit Popular)
- María do Carmo Piñeiro (Partit Popular)
- Ramón Rodríguez Ares (Partit Popular)

#### Lugo
- Francisco Cacharro Pardo (Partit Popular)
- Luis Ángel Lago Lage (PSOE)
- Fernando Carlos Rodríguez Pérez (Partit Popular)
- César Aja Mariño (Partit Popular)

#### Ourense
- Pilar Nóvoa Carcacía (PSOE)
- Jorge Bermello Fernández (Partit Popular)
- Manuel Prado López (Partit Popular)
- Amador Vázquez Vázquez (Partit Popular)

#### Pontevedra
- José Manuel Cores Tourís (Partit Popular)
- César José Mera Rodríguez (Partit Popular)
- Carlos Alberto González Príncipe (PSOE)
- Víctor Manuel Vázquez Portomeñe (Partit Popular)

### Navarra
- Rosa López Garnica (Unió del Poble Navarrès)
- José Iribas Sánchez de Boado (Unió del Poble Navarrès)
- Carlos Chivite Cornago (PSOE)
- Luis Campoy Zueco (Unió del Poble Navarrès) 
  - substituït per Carlos Casimiro Salvador Armendáriz